# Hussein Matovu
Hussein Matovu – ugandyjski piłkarz grający na pozycji bramkarza. W swojej karierze grał w reprezentacji Ugandy.

## Kariera klubowa
W swojej karierze piłkarskiej Matovu grał w klubie Kampala City Council.

## Kariera reprezentacyjna
W 1976 roku Matovu został powołany do reprezentacji Ugandy na Puchar Narodów Afryki 1976. Zagrał w nim w jednym meczu grupowym, z Etiopią (0:2).
W 1978 roku Matovu został powołany do kadry na Puchar Narodów Afryki 1978. W tym turnieju był rezerwowym bramkarzem i nie rozegrał żadnego spotkania. Z Ugandą wywalczył wicemistrzostwo Afryki.